# Joseph Dobbe
Cornelis Maria Josephus Alphonsus (Joseph) Dobbe ('s-Hertogenbosch, 19 mei 1864 - T'ie-Ko-Tan-Kow, 22 augustus 1900) was een Nederlandse priester. Namens de Congregatie van het Onbevlekt Hart van Maria ging hij als missionaris naar Binnen-Mongolië in China. Tijdens de Bokseropstand kwam hij samen met de priesters Desiré Abbeloos en Andreas Zijlmans om het leven.

## Levensloop
Joseph Dobbe werd geboren in 's-Hertogenbosch als de zoon van Hugo Cornelis Dobbe en Maria Emma Lisa Ida van Pelt. Zijn ouders dreven daar een handel in natuursteen.
Hij studeerde in Sittard en op het seminarie Beekvliet in Sint-Michielsgestel. In 1889 trad hij toe tot de congregatie, ook wel bekend als de missionarissen van Scheut. Dobbe werd hier tot priester gewijd en reeds in september vertrok hij richting China. Samen met elf andere priesters reisde Dobbe per trein van Brussel naar Marseille, om vervolgens met een schip naar Shanghai te varen. Na nog enkele keren van vervoermiddel te hebben gewisseld kwam hij uiteindelijk terecht in T'ie-Ko-Tan-Kow, waar hij ging werken als pastoor. Hij stond er bekend als een ijverig en opofferingsgezind man. 
In 1899 brak de Bokseropstand uit, gericht tegen westerse invloeden waaronder het christendom. De priesters Zijlmans en Abbeloos vluchtten vanwege het geweld naar hun collega Dobbe, die hen onderdak aanbood. Op 22 augustus 1900 werden ze echter belaagd door een groep van 1500 opstandelingen. De drie priesters verscholen zich in de kerk, samen met 300 gelovigen en zendelingen, maar zij kwamen allen om het leven toen de opstandelingen de kerk in brand staken.

## Eerbetoon
- In Nijmegen werd in 1903 een standbeeld opgericht voor bisschop Ferdinand Hamer, die eveneens in China was vermoord. Op de sokkel van dit beeld is tevens een portret aangebracht van Joseph Dobbe.
- De Sint-Pieterskerk in 's-Hertogenbosch eerde Dobbe in 1903 met een eigen monument.[2] Na de sluiting van deze kerk in 1972 is het monument overgebracht naar de Sint-Cathrien, waar het in 1982 opnieuw werd onthuld.